# Rennrodel-Europameisterschaften 1914

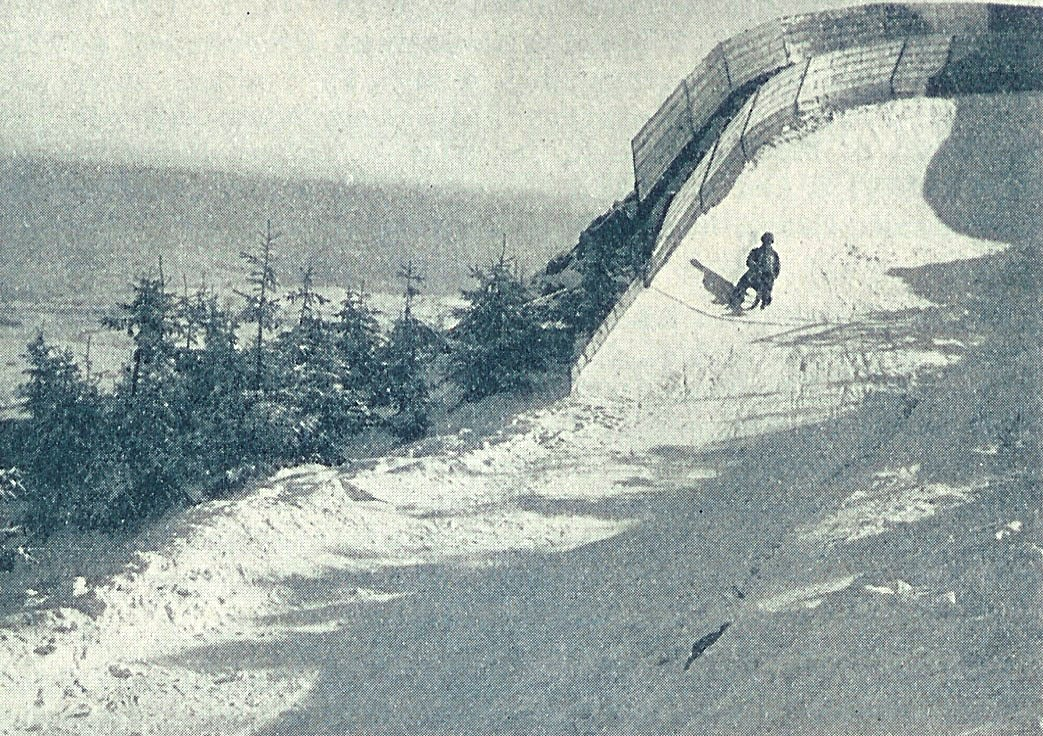
Sieger Kauschka in der Wirbelstein-Kurve

Die 1. Rennrodel-Europameisterschaften wurden am 1. und 2. Februar 1914 am Jeschken in Reichenberg ausgetragen.
Mit 88 Teilnehmern bei den Männern und 33 Doppelsitzern waren die ersten Europameisterschaften im Rennrodeln ein sportlicher Erfolg und eines der größten Sportereignisse des Jahres in Europa. Daneben war es ein finanzieller Erfolg. Die Zahl der verkauften Zuschauerkarten wurde von der Sportkorrespondenz Graz an beiden Wettkampftagen mit 30.000 angegeben. Das Prager Tagblatt schätzte die Besucheranzahl am ersten Wettkampftag auf 60.000, die Neue Freie Presse berichtete von „zehntausenden“ Zusehern.
Im offiziellen Programm der Europameisterschaften wurden die Titel bei den Männern und bei den Doppelsitzern vergeben. Neben den Europameisterschaften wurden auch die Meisterschaften der Sudetenländer im Frauen- und Männer-Zweisitzer ausgetragen. Dort und außer Konkurrenz bei den Europameisterschaften fuhren auch bekannte Persönlichkeiten, so der Prinz und die Prinzessin von Schaumburg-Lippe, der Prinz Lobkowitz und der Fürst Schwarzenberg, mit. Das Frauenrennen um die Meisterschaft der Sudetenländer gewann Anna Skoda aus Österreich. Heute wird Skoda dennoch vielfach als erste Europameisterin geführt.
Durchgeführt wurden die Wettkämpfe im Auftrag des 1913 gegründeten Internationalen Schlittensportverbandes (ISV) (Keimzelle des heutigen Weltverbandes), den Deutsch-Österreichischen Schlittensportvereinen, der Deutsche Rodelbund, dem Deutschen Bobsleighverband, dem Internationale Schlittenklub Davos und dem Schlitten- und Bobsleighklub Klosters und damit drei Nationen angehörten.

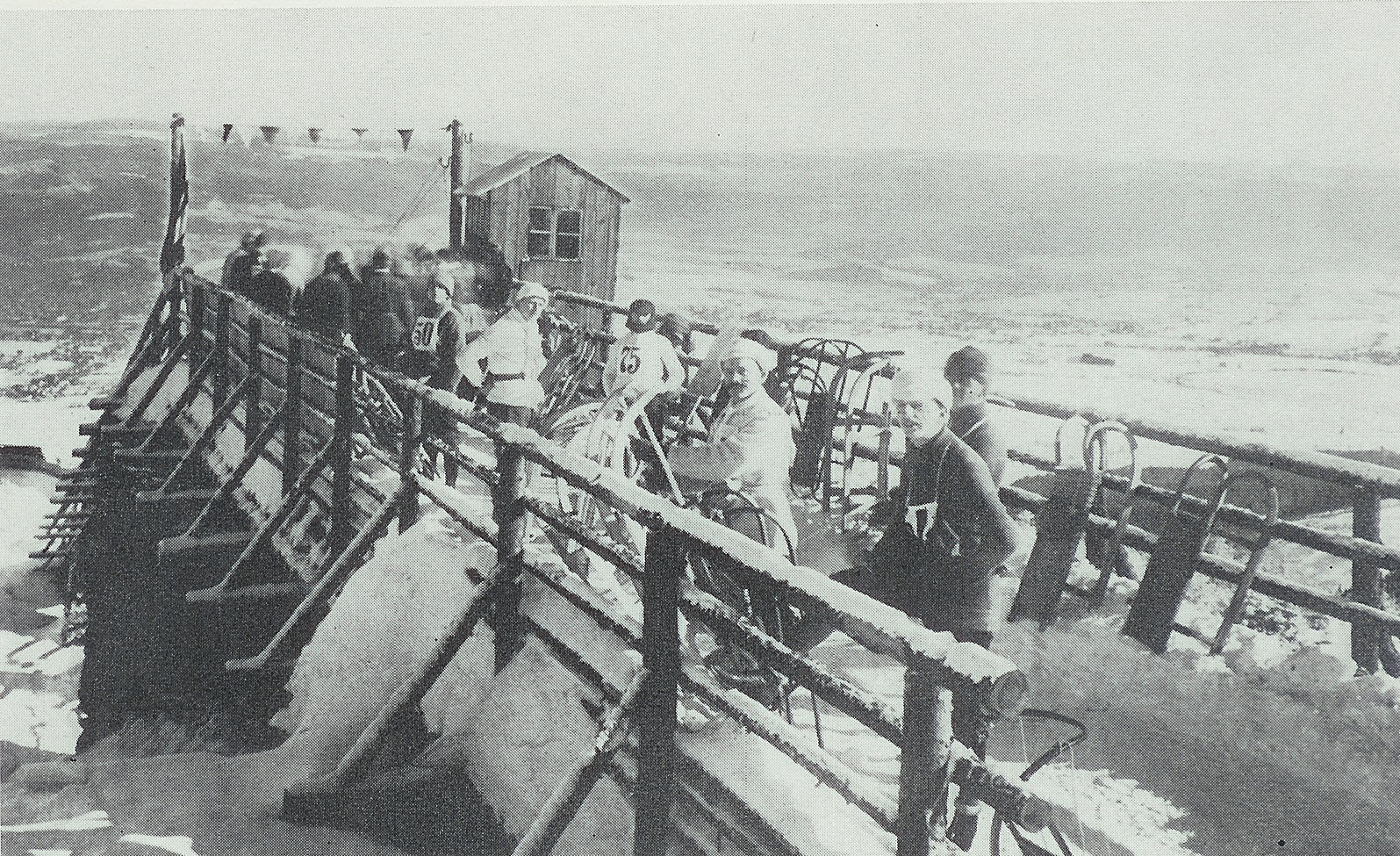
Rodler an der Startplattform
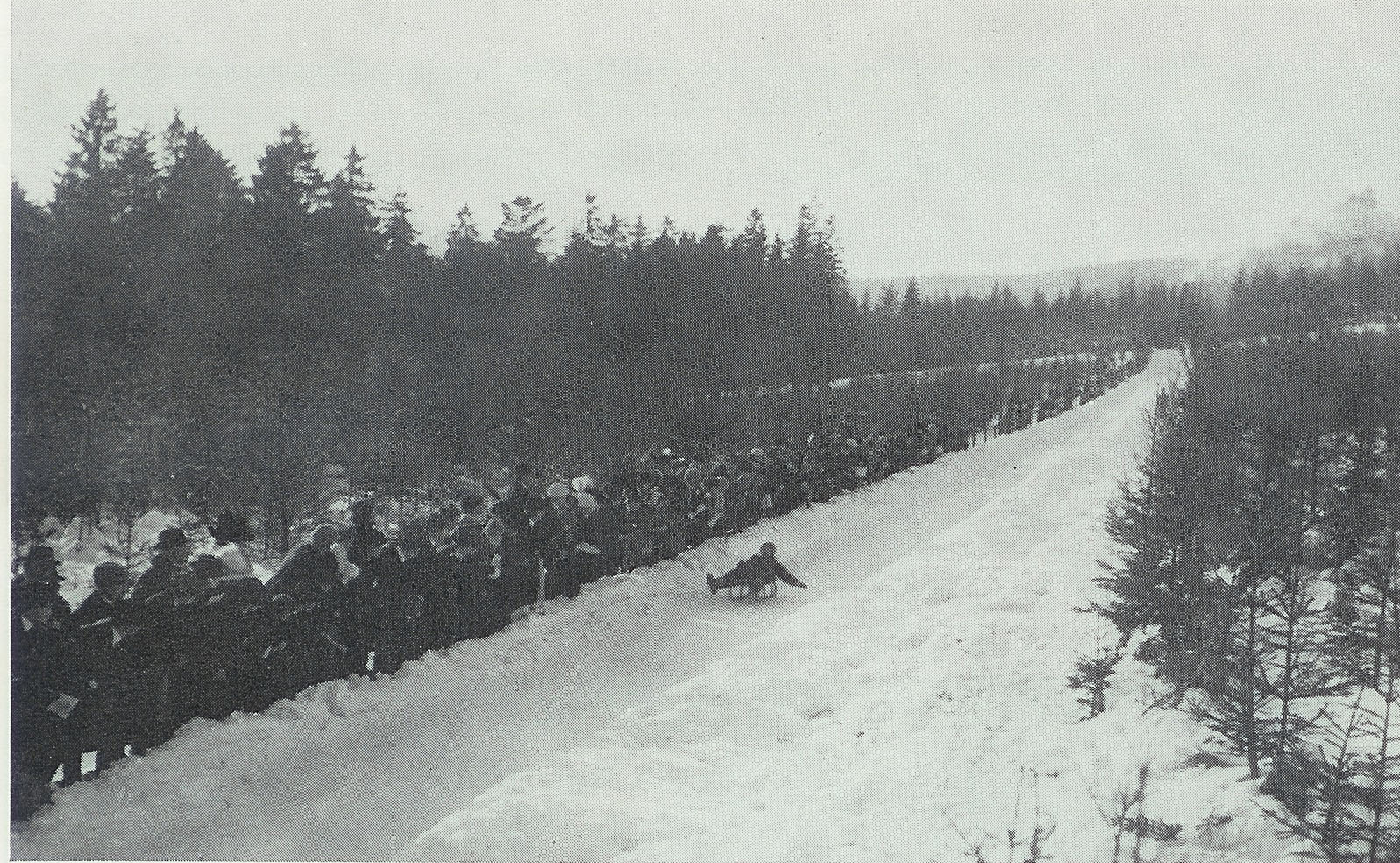
Zielgerade
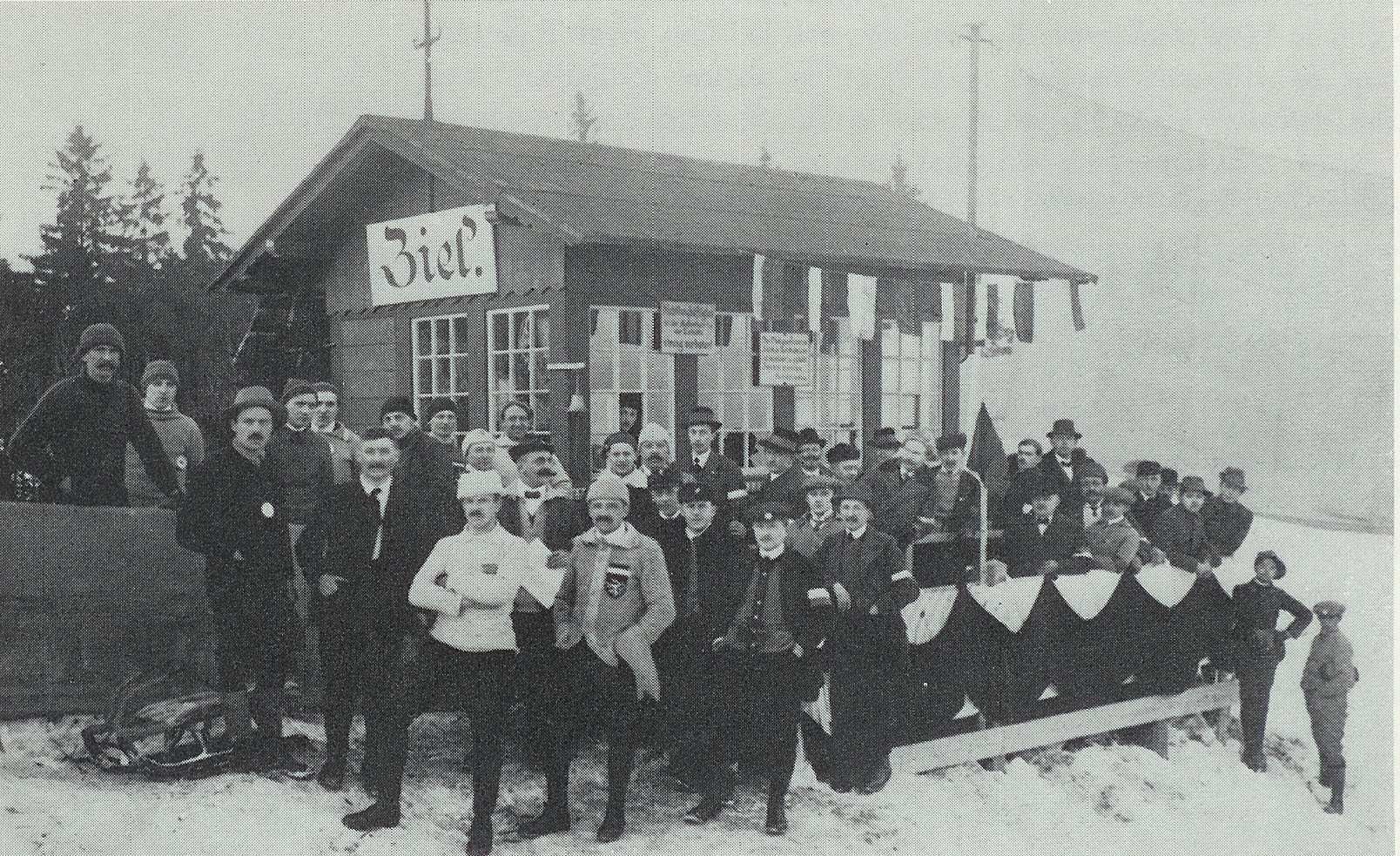
Rodler am Zielhaus

## Männer
| Platz                                  | Sportler            | Land            | Ort             | Zeit                                     |
| -------------------------------------- | ------------------- | --------------- | --------------- | ---------------------------------------- |
| 1                                      | Rudolf Kauschka     | Österreich      | Reichenberg     | 4:30,{\displaystyle {\tfrac {4}{5}}} min |
| 2                                      | Jakob Platzer       | Österreich      | Sterzing        | 4:39,{\displaystyle {\tfrac {4}{5}}} min |
| 3                                      | Richard Simm        | Österreich      | Dessendorf      | 4:41,{\displaystyle {\tfrac {3}{5}}} min |
| 4                                      | Hans Gfäller        | Deutsches Reich | Oberaudorf      | 4:42,{\displaystyle {\tfrac {4}{5}}} min |
| 5                                      | Josef Doleschal     | Österreich      | Mödling         | 4:43,0 min                               |
| 6                                      | Max Ehinger         | Österreich      | Hohenelbe       | 4:44,{\displaystyle {\tfrac {1}{5}}} min |
| 7                                      | Franz Keim          | Österreich      | Sterzing        | 4:47,{\displaystyle {\tfrac {1}{5}}} min |
| 8                                      | Karl Markel         | Österreich      | Graz            | 4:51,{\displaystyle {\tfrac {1}{5}}} min |
| 9                                      | Ernst Hoffmann      | Österreich      | Nachod          | 4:52,{\displaystyle {\tfrac {2}{5}}} min |
| 10                                     | Josef Pilgersdorfer | Österreich      | Vordernberg     | 4:54,{\displaystyle {\tfrac {4}{5}}} min |
| 11                                     | Erwin Posselt       | Österreich      | Gablonz         | 4:55,{\displaystyle {\tfrac {4}{5}}} min |
| 12                                     | Kamill Hofer        | Österreich      | Hohenelbe       | 4:56,0 min                               |
| 13                                     | Berthold Posselt    | Österreich      | Josefstal       | 4:56,{\displaystyle {\tfrac {2}{5}}} min |
| 14                                     | Albert Müller       | Österreich      | Reichenberg     | 4:57,{\displaystyle {\tfrac {1}{5}}} min |
| 15                                     | Karl Hagen          | Deutsches Reich | Oberaudorf      | 4:57,{\displaystyle {\tfrac {2}{5}}} min |
| 16                                     | August Soukup       | Österreich      | Gablonz         | 4:57,{\displaystyle {\tfrac {4}{5}}} min |
| 17                                     | Josef Altmann       | Österreich      | Reichenberg     | 4:58,{\displaystyle {\tfrac {2}{5}}} min |
| 18                                     | Ferdinand Langer    | Österreich      | Mödling         | 4:58,{\displaystyle {\tfrac {3}{5}}} min |
| 19                                     | Oskar Besemüller    | Österreich      | Reichenberg     | 4:59,{\displaystyle {\tfrac {1}{5}}} min |
| 20                                     | von Trebra-Lindenau |                 | Neu-Rennersdorf | 4:59,{\displaystyle {\tfrac {3}{5}}} min |
| weitere Platzierungen, soweit bekannt: |                     |                 |                 |                                          |
| 30                                     | Fritz Zsak          | Österreich      | Graz            |                                          |
| 38                                     | Franz Prodinger     | Österreich      | Leoben          |                                          |
| 45                                     | Otto Rabensteiner   | Österreich      | Leoben          |                                          |
| 52                                     | August Zirl         | Österreich      | Wien            |                                          |
| 58                                     | Franz Wakonigg      | Österreich      | Liezen          |                                          |

Datum: 1. Februar 1914

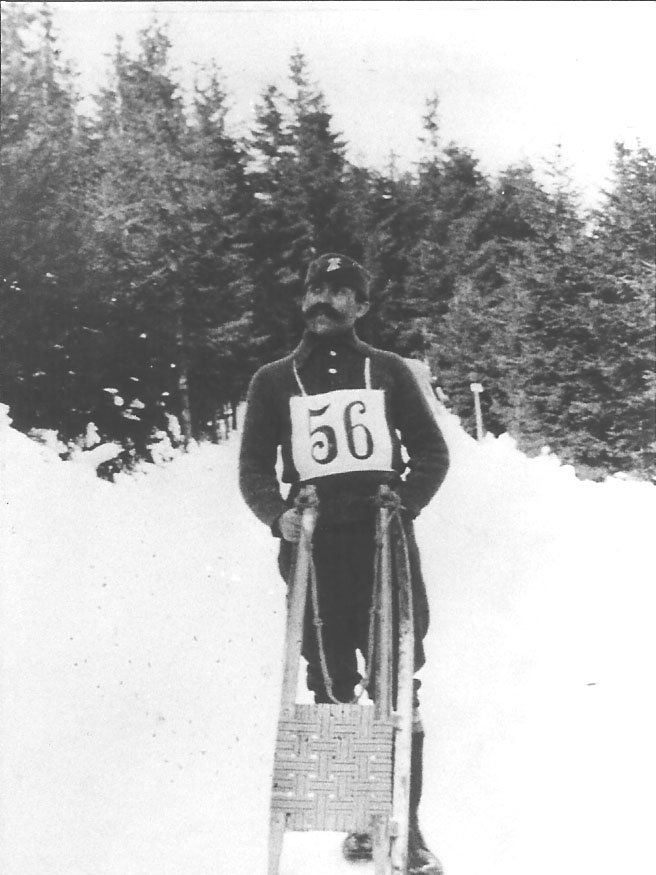
Rudolf Kauschka bei der EM

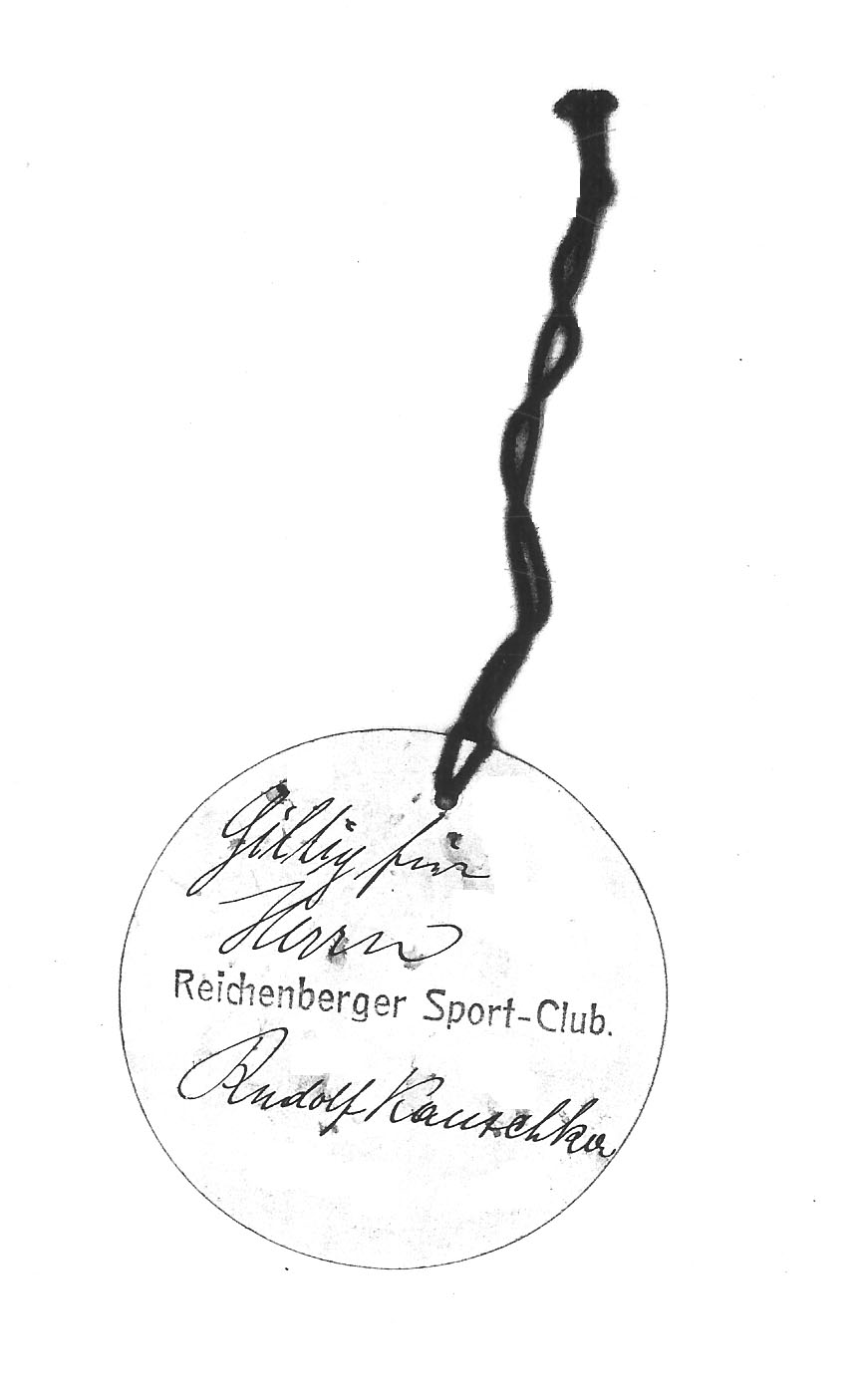
Kauschkas „Akkreditierung“

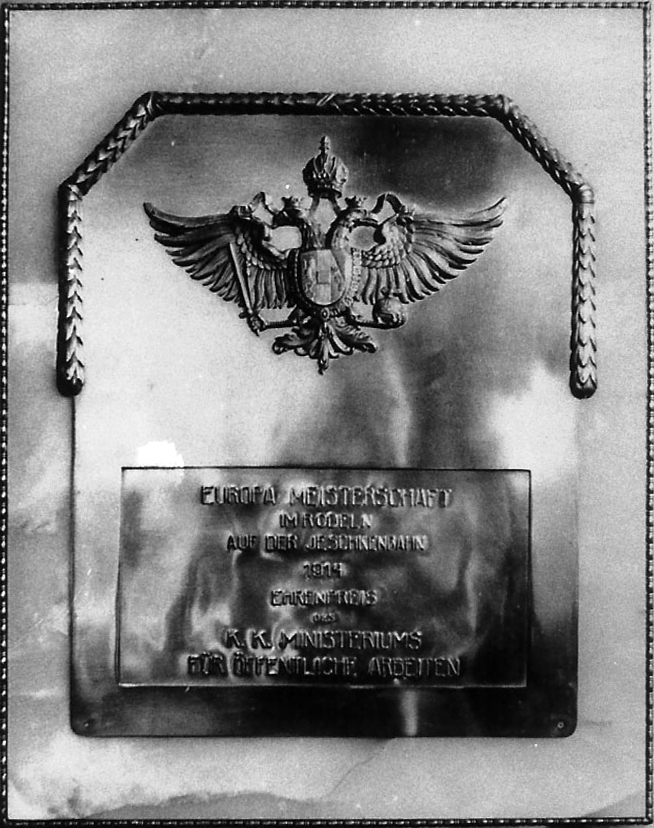
Kauschkas Siegpreis

Am Start waren 88 Rodler. Die EM wurde in zwei Läufen entschieden. Der Lokalmatador Rudolf Kauschka entschied die Konkurrenz mit neun Sekunden Vorsprung für sich. Es kam zu mehreren Stürzen, die jedoch alle glimpflich verliefen.

## Doppel
| Platz | Sportler                        | Land                       | Ort                    | Zeit                                     |
| ----- | ------------------------------- | -------------------------- | ---------------------- | ---------------------------------------- |
| 1     | Karl Löbelt * Erwin Posselt     | Österreich                 | Gablonz                | 2:34,{\displaystyle {\tfrac {2}{5}}} min |
| 2     | Hans Gfäller Rudolf Kauschka    | Deutsches Reich Österreich | Oberaudorf Reichenberg | 2:35,{\displaystyle {\tfrac {3}{5}}} min |
| 3     | Arthur Klamt Berthold Posselt   | Österreich                 | Josefstal              | 2:39,0 min                               |
| 4     | Josef Doleschal Josef Wustinger | Österreich                 | Mödling                | 2:39,{\displaystyle {\tfrac {3}{5}}} min |
| 5     | Franz Prodinger Franz Perz      | Österreich                 | Leoben                 | 2:41,{\displaystyle {\tfrac {2}{5}}} min |
| 6     | Ferdinand Langer Theodor Potyka | Österreich                 | Mödling                | 2:41,{\displaystyle {\tfrac {4}{5}}} min |

* Auch die Schreibweise Karl Löbl wird genannt.
Datum: 2. Februar 1914

Am Start waren 33 Doppel, die ersten sechs Platzierten sind noch bekannt. Das Rennen wurde anders als das Einzelrennen in einem Lauf ausgetragen. Geplant waren zwei, doch musste schon vor dem ersten Durchgang das Rennprogramm auf einen Durchgang reduziert werden, da das klare Wetter die Strecke zu weich werden ließ. Stürze gab es keine.